# گرانیچاک (روستا)
گرانیچاک (به بلغاری: Granichak) یک منطقهٔ مسکونی در بلغارستان است که در استان ویدین واقع شده‌است.
 گرانیچاک ۹٫۴۲۶ کیلومتر مربع مساحت و ۱۰ نفر جمعیت دارد.